# Водени опосум
Водени опосум, познат и као јапок (лат. Chironectes minimus), врста је сисара из породице опосума (Didelphidae) и истоименог реда Didelphimorphia. Водени опосум је једини познати водени торбар. Живи на просторима од јужног Мексика до Јужне Америке. Храни се рибама, жабама и сличним слатководним пленом, који хвата вештим прстима без канџи.

## Опис
Има мекано крзно које не пропушта воду и дугачке прсте са пловним кожицама на задњим ногама. И мужјаци и женке имају мишићни отвор који испод воде може да се затвори. Дужина воденог опосума је 26—40 центиматара, а дужина репа 31—43 центиметара. Тежак је између 550 и 800 грама.

## Распрострањење
Ареал воденог опосума обухвата већи број држава. 
Врста има станиште у Бразилу, Аргентини, Мексику, Венецуели, Колумбији, Перуу, Еквадору, Парагвају, Гвајани, Суринаму, Француској Гвајани, Боливији, Панами, Никарагви, Костарици, Гватемали, Хондурасу, Салвадору и Белизеу.

## Станиште
Станишта врсте су шуме, језера и језерски екосистеми, речни екосистеми и слатководна подручја.

## Начин живота
Месождер је и храни се рибом, раковима, бескичмењацима, инсектима и жабама. Дању се на обали реке одмара у брлогу обложеним лишћем. Водени опосум прави гнезда.

## Угроженост
Ова врста је наведена као последња брига, јер има широко распрострањење и честа је врста.

## Галерија
- Јапок
- Јапок лови рибу, илустрација.
- Лобања воденог опосума
- Јапок у Националном музеју у Лондону.